# Krajewscy
Krajewski – nazwisko kilku polskich rodów szlacheckich – na tyle rozrodzonych, że nawet najlepsi polscy genealodzy nie są w stanie przyporządkować wszystkich osób je noszących do poszczególnych domów (dodatkową trudność sprawia fakt, że nazwiskiem tym posługują się rodziny mieszczańskie, chłopskie i osoby pochodzenia żydowskiego, które zmieniły nazwisko). Polscy heraldycy wymieniają następujące rody noszące to nazwisko:

## Krajewscy herbu Czasza
Krajewscy herbu Czasza – polski ród szlachecki, który wziął swoje nazwisko od Krajewic w powiecie kościańskim.

## Krajewscy herbu Dąbrowa

herb Dąbrowa

Krajewscy herbu Dąbrowa – polski ród szlachecki, którego znany jest właściwie jeden jedyny przedstawiciel – Piotr Krajewski, sługa podskarbiego nadwornego koronnego w 1592.

## Krajewscy herbu Jasieńczyk

herb Jasieńczyk

Krajewscy herbu Jasieńczyk – polski ród szlachecki, który wziął swoje nazwisko od Krajewa w powiecie zambrowskim.
Protoplastą rodziny był Filip Jasieńczyk pierwszy pan na Krajewie (60 włók ziemi na skraju Czerwonego Boru na dawnym pograniczu mazowiecko-litewsko-krzyżackim – stąd nazwa), rycerz biorący udział w bitwie pod Grunwaldem; nadanie z rąk Janusza, księcia mazowieckiego, wzmiankowane jest w księgach ziemskich łomżyńskich (Ciechanów 1413 r.).
Rozgałęziona w północnym Mazowszu rodzina; 10 osad zwanych Krajewo było w ręku rodu już na początku XVI wieku.
Legitymowali się ze szlachectwa zarówno w zaborze rosyjskim, jak i austriackim.

## Krajewscy herbu Jasieńczyk (odmiana)
Krajewscy herbu Jasieńczyk (odm.) – polski ród szlachecki, którego protoplastami byli Wojciech i Stanisław Krajewscy, nobilitowani na Sejmie w 1775 r., przy czym ich herb przedstawiał: w polu błękitnym klucz złoty w prawo z wybuchającym z niego płomieniem, a nad tarczą – koronę szlachecką. Historia i genealogia rodziny opisana jest w monografii: „Rafał Krajewski (1834-1864) – powstańczy minister, architekt i poeta” (Krzysztof Krajewski Siuda: Rafał Krajewski 1834-1864 Pułtusk 2006 ISBN 83-89709-40-6)

### Członkowie rodu
- Rafał I Krajewski (1800–1875) – ksiądz katolicki, działacz niepodległościowy (1846-1848) w Galicji
- Rafał II Krajewski (1834–1864) – architekt, poeta, uczestnik powstania styczniowego
- Henryk Krajewski (1824-1897) – działacz polityczny, spiskowiec, prawnik, adwokat, uczestnik powstania styczniowego.
- Wacław I Krajewski zm. 1920 – harcerz, uczestnik wojny polsko-bolszewickiej
- Wacław II Albin Krajewski ps. Wrzos /nazwisko okupacyjne: Wrzesiński/ (1912–1974) – prawnik, harcmistrz, pierwszy komendant „Szarych Szeregów” ziemi piotrkowskiej (uczestnik akcji „N”)
- Karol Krajewski ps. Drągal (1902–1975) – matematyk, działacz społeczny i oświatowy, rolnik-ziemianin, uczestnik wojny polsko-bolszewickiej, żołnierz ZWZ, więzień polityczny (Pawiak, KL Auschwitz, Dora-Mauhausen, Ravensbruck), dyrektor uniwersytetów ludowych w Odolanowie i Dalkach, prezes Akcji Katolickiej w Odolanowie, prześladowany przez władze komunistyczne
- Piotr Krajewski (zm. 1955 w Trzeciewcu woj. Bydgoskie) – ziemiec (m.i. Galicja 1937-1943), bankowiec, inwestator; syn Andrzej Krajewski (1927-1965)
- Andrzej Krajewski (1927-1965) – Armia Krajowa ps. Kruczek, uczestnik w Powstaniu Warszawskim, pilot Wojska Polskiego, spiskowiec, więzień polityczny na ul. Rakowieckiej, w Potulicach i w niszczącym obozie największej karalności stalinowskiej w kamieniołomach Piechcin. Prześladowany przez władze komunistyczne z żoną Marianną. Dwie córki.

## Krajewscy herbu Leliwa

herb Leliwa

Krajewscy herbu Leliwa – polski ród szlachecki, który wziął swoje nazwisko od Krajewic w powiecie kościańskim.

## Krajewscy herbu Łabędź

herb Łabędź

Krajewscy herbu Łabędź – polski ród szlachecki, który wziął swoje nazwisko od Krajowa w powiecie radomskim, w związku z czym przedstawiciele tego rodu pisali się też jako Krajowscy.
Legitymowali się ze szlachectwa zarówno w zaborze rosyjskim, jak i austriackim.

## Krajewscy herbu Odrowąż

herb Odrowąż

Krajewscy herbu Odrowąż – polski ród szlachecki.

## Krajewscy herbu Oława

herb Oława

Krajewscy herbu Oława – polski ród szlachecki, zamieszkały w województwie witebskim
Adam Boniecki ich herb nazywał: Oliwa.

## Krajewscy herbu Poraj

herb Poraj

Krajewscy herbu Poraj – polski ród szlachecki, którego znany jest właściwie jeden jedyny przedstawiciel – Mikołaj Krajewski, który w 1568 r. w Chodczu wydał atestacyę na przewóz żyta do Gdańska.

## Krajewscy herbu Trzaska

herb Trzaska

Krajewscy herbu Trzaska – polski ród szlachecki, który wziął swoje nazwisko prawdopodobnie od Krajewa w ziemi ciechanowskiej.